# Sornàs
Sornàs is een klein dorp in het noorden van Andorra. Het dorp is gelegen in de parochie Ordino tussen de dorpen Ansalonga en de parochiehoofdstad Ordino op een hoogte van 1.538 meter. De hoofdstad van Andorra, Andorra la Vella, ligt op ongeveer 10 kilometer afstand.
Sornàs ligt aan de CG-3 een weg tussen de hoofdstad en het skioord Vallnord en de rivier Valira del Nord.

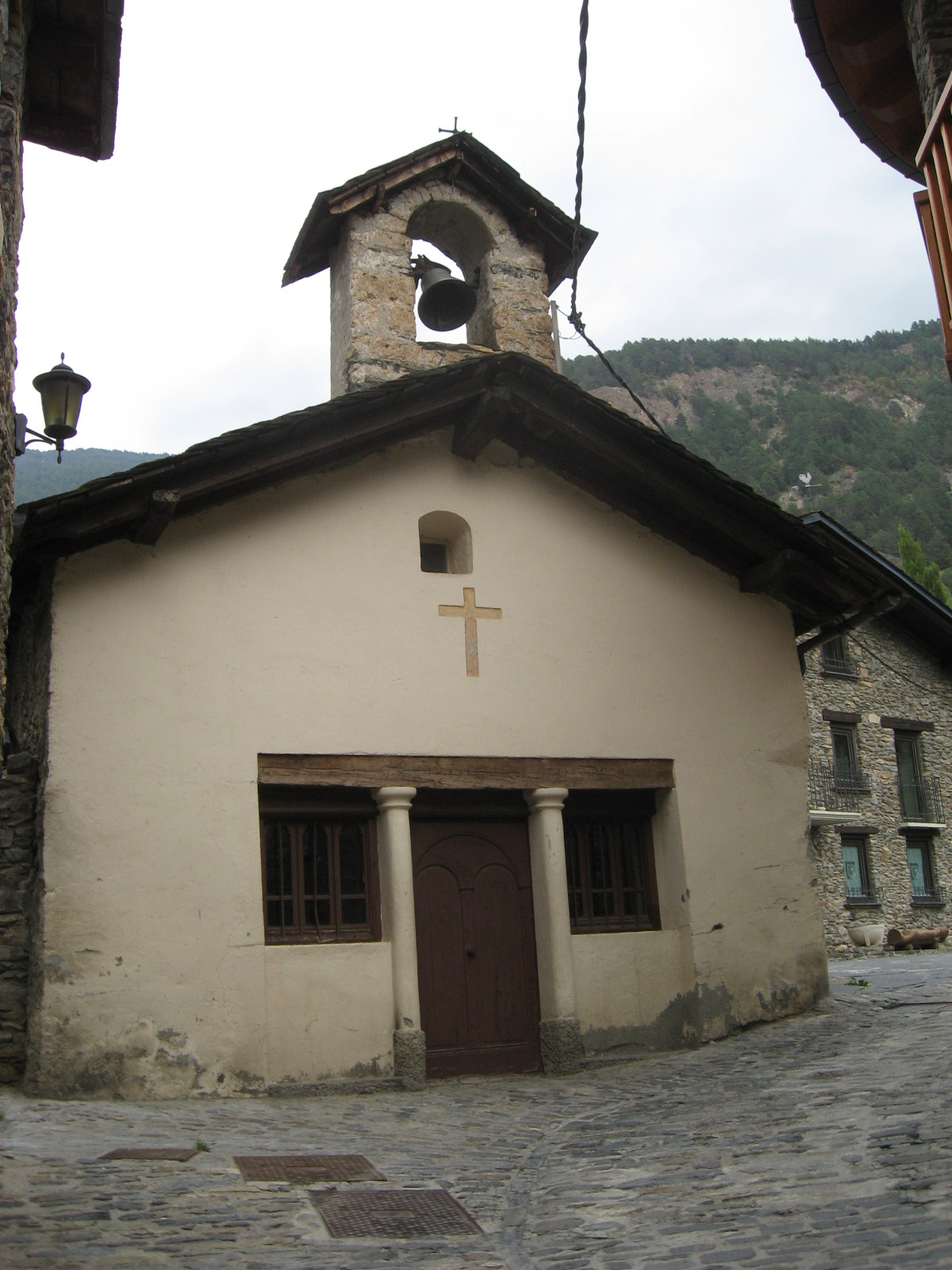
Kerk in Sornàs